# Angelini (entreprise)
Pour les articles homonymes, voir Angelini.
Angelini est une entreprise pharmaceutique italienne fondée en 1919.

## Histoire
En janvier 2021, Angelini annonce l'acquisition d'Arvelle Therapeutics, une entreprise pharmaceutique suisse, pour 960 millions de dollars.